# Santiago (Wyspy Zielonego Przylądka)

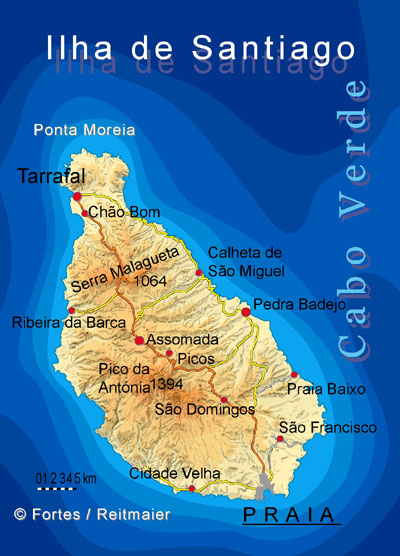
Mapa wyspy

Santiago, także São Tiago (z port. „Święty Jakub”, kreol. Santiagu) – największa wyspa należąca do Wysp Zielonego Przylądka. Jest najważniejszym ośrodkiem rolniczym i miejscem zamieszkania dla połowy ludności kraju.
Santiago leży między wyspą Maio (40 km na zachód) a Fogo (50 km na wschód) i wchodzi w skład archipelagu Wysp Podwietrznych. Została zasiedlona jako pierwsza z wysp. Miasto Cidade Velha założono w 1462 jako Riberia Grande. Na wyspie znajduje się Praia – stolica Republiki Zielonego Przylądka i Lotnisko Międzynarodowe Francisco Mendes – jeden z dwóch międzynarodowych portów lotniczych, który leży 2 km od stolicy.

## Geografia
Santiago jest największą wyspą spośród Wysp Zielonego Przylądka o powierzchni 991 km². Jest górzysta, choć nieco spłaszczona w części południowo-wschodniej. Wilgotny klimat wnętrza wyspy i wschodniego wybrzeża kontrastuje z suchszym na południowym i południowo-zachodnim wybrzeżu. Praia położona na południowo-wschodnim wybrzeżu jest największym miastem na wyspie, a także w całym kraju i stolicą. Inne miasta wyspy obejmują Cidade Velha, 15 km na zachód od Praia, pierwsza stolica kraju, Assomada, 60 km na północ i Tarrafal 75 km od stolicy w północnej części wyspy. Najwyższym szczytem jest Pico da Antónia.

### Osady
| - Achada - Água do Gato - Assomada - Banana - Boa Entrada - Calheta de São Miguel - Chao Bom - Cidade Velha | - Curral de Baixo - Fazenda - Figueira da Naus - Joao Vareia - Mangue de Setes Ribeiras - Pedra Badejo - Picos - Ponta Rincao | - Porto Formoso - Porto Gouveia - Porto Mosquito - Praia - Praia Baixo - Principal - Ribeira da Barca - Ribeira da Prata | - Rui Vaz - Santa Ana - Santa Cruz - São Domingos - São Francisco - São Jorge dos Órgãos - Tarrafal - Trás os Montes |

## Historia
Wyspa została odkryta przez António Noli około 1460, który wybudował garnizon w Cidade Velha, wtedy znane jako Ribeira Grande. Międzykontynentalne niewolnictwo uczyniło z Cidade Velha drugie co do bogactwa miasto w królestwie Portugalii. Portugalia nie była w stanie chronić swych kolonii, ponieważ Anglicy, Holendrzy, Francuzi i Hiszpanie przejęli handel niewolnikami, a wyspy niebawem zaatakowali piraci. W 1712 Cidade Velha zaatakowane przez piratów przestało być stolicą, którą przeniesiono na płaskowyż Praia. Portugalski system kolonialny zaszkodził ludności wyspy, która poparła Amilcara Cabrala oraz Afrykańską Partię na rzecz Niezależności Gwinei i Wysp Zielonego Przylądka oraz niezależność ogłoszoną w 1975. Santiago kilkakrotnie gościło konferencję kultury kreolskiej.

## Ludność
Santiago zawsze było najludniejszą wyspą wśród Wysp Zielonego Przylądka. Od czasu ogłoszenia niepodległości w 1975 jej populacja się podwoiła. Populacja wyspy na 2015 rok wynosiła 294 135 mieszkańców. Gęstość zaludnienia to 296,8 os./km²

## Gospodarka
Najważniejszy przemysł to rolnictwo, turystyka i rybołówstwo. Głównymi produktami rolnymi są kukurydza, trzcina cukrowa, banany, kawa i mango.
Od czasów niepodległości poprawiła się infrastruktura, szczególnie szkoły, porty, lotniska, drogi i inne.